# Led Zeppelin III
Led Zeppelin III – trzeci studyjny album brytyjskiego zespołu rockowego Led Zeppelin. Został nagrany pomiędzy styczniem a sierpniem 1970 i wydany 5 października 1970 przez wytwórnię Atlantic Records. Skomponowany w większości w odległym domku w Walii zwanym Bron-Yr-Aur, charakteryzował się znacznie mocniejszym akcentowaniem muzyki folkowej i dźwięków gitary akustycznej. Było to zaskoczeniem zarówno dla fanów, jak i krytyków, w rezultacie spotkało się z raczej obojętnymi ocenami.
Mimo że nie jest jednym z najlepiej sprzedających się albumów w dorobku zespołu, Led Zeppelin III jest doceniany i chwalony jako kamień milowy w historii zespołu.
Określono go jako reprezentującego m.in. gatunki hard rock, folk rock, blues rock, rock and roll i blues.

## Sesje nagraniowe

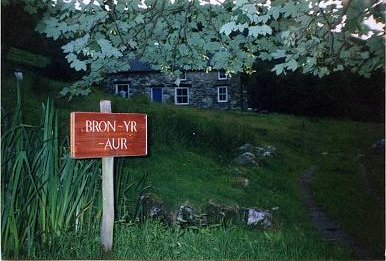
Bron-Yr-Aur cottage

Wiele utworów umieszczonych na albumie zostało skomponowanych w Bron-Yr-Aur, XVIII-wiecznej chatce w Gwynedd, w Walii, wybudowanej na szczycie wzgórza ponad doliną Dyfi, 3 mile na północ od miasteczka Machynlleth. Jimmy Page i Robert Plant postanowili spędzić tam trochę czasu po wyczerpującej trasie koncertowej po Ameryce Północnej by grać i komponować nowe utwory. Większy nacisk zespołu na dźwięki akustyczne mógł mieć swoją przyczynę w odległym usytuowaniu chatki, w której nie było bieżącej wody ani elektryczności.
Jak Page wyjaśniał później:
Po bardzo intensywnej trasie koncertowej promującej pierwsze dwa albumy, pracy niemal 24 godziny na dobę, udało nam się zrobić porządną przerwę, kilka miesięcy, zamiast kilku tygodni. Zdecydowaliśmy się wyjechać i wynająć chatkę aby zapewnić sobie odpowiedni kontrast z pokojami hotelowymi. Oczywiście miało to niemały wpływ na napisany tam materiał... To spokój tego miejsca narzucił ton całemu albumowi. Oczywiście nie graliśmy na 100-watowych kolumnach Marshall. Chcieliśmy grać akustycznie, poza tym byliśmy w tej chatce bez prądu, to był czas gitary akustycznej... Po ciężkim, intensywnym nastroju koncertowania który odzwierciedla surowa energia drugiego albumu, to było zupełnie inne uczucie.
Robert Plant miał podobne spostrzeżenia:
[Bron-Yr-Aur] było fantastycznym miejscem pośrodku niczego, zupełnie bez wyposażenia - to był sprawdzian, tego, co potrafimy zrobić w takim środowisku. Do tego czasu zdążyła nas ogarnąć obsesja zmian, a wspaniałą rzeczą było to, że byliśmy w stanie stworzyć duszpasterską stronę Led Zeppelin. Jimmy słuchał Daveya Grahama i Berta Janscha i eksperymentował z różnymi strojeniami, podczas gdy ja kochałem Johna Faheya. Było to zatem dla nas bardzo naturalne miejsce.
Po przygotowaniu materiału, który mógł pojawić się na albumie, do Page’a i Planta dołączyli John Bonham i John Paul Jones w Headley Grange, zniszczonej posiadłości w East Hampshire, by przećwiczyć utwory. Ze swoją relaksującą atmosferą i wiejską okolicą Headley Grange podobała się zespołowi jako alternatywa dla dyscypliny typowego studia nagraniowego. 

Sesje nagraniowe do albumu odbywały się w seriach w maju i lipcu 1970 zarówno w Headley Grange jak i Olympic Studios w Londynie. Część prac odbywała się w Island Records, w Basing Street Studios w Notting Hill w  Londynie w sierpniu, następnie miksowane w Ardent Studios w  Memphis we wrześniu 1970 podczas 6. amerykańskiej trasy koncertowej. Album został wyprodukowany przez Page’a, a zaprojektowany przez Andy’ego Johnsa i Terry’ego Manninga.

## Kompozycja
Jak zauważono wcześniej, Led Zeppelin III nakreślił zamianę stylu z hardrockowej kapeli z późnych lat 60. Led Zeppelin zmienił się w elektryczny, folk rockowy zespół inspirowany często muzyką akustyczną. Owe inspiracje zdecydowanie rzadziej słychać w poprzednich albumach, jednak w tym, podobnie jak i następnych, położono na nie duży nacisk. Led Zeppelin III różni się też od poprzednich albumów w kontekście powstawania utworów. Dominacja Page’a w dziedzinie komponowania, widoczna w Led Zeppelin i Led Zeppelin II, ustąpiła miejsca bardziej demokratycznemu podejściu, za sprawą którego wszyscy czterej członkowie grupy wnosili swoje pomysły i kompozycje do utworów, co stało się typowym dla kolejnych albumów.
Album zawiera dwa utwory, które na wiele lat zagościły w koncertowym repertuarze Led Zeppelin: „Immigrant Song” i „Since I’ve Been Loving You”. Pierwszy z nich, napisany przez Page’a i Planta, opowiadający o inwazji wikingów na Anglię, został zainspirowany przez wcześniejsze występy Led Zeppelin na żywo w Islandii. „Since I’ve Been Loving You” to grany w tonacji c-moll blues, będący szczerym uzewnętrznieniem uczuć każdego z członków zespołu, ich wzajemnych relacji. Stał się koncertową wizytówką bluesowej odmiany zespołu, zastępując tym samym  „I Can’t Quit You Baby” z Led Zeppelin.
Na albumie znalazły się również rockowe utwory, takie jak „Celebration Day”, „Out of the Tiles”, „Friends” czy akustyczne, jak: „Bron-Y-Aur Stomp”, „Tangerine” i „That’s the Way”, będący przełomem, zdaniem Page’a, dla nadal rozwijającego się Roberta Planta. Gallows Pole jest odświeżoną wersją tradycyjnej folkowej piosenki „The Maid Freed from the Gallows”. Album kończy „Hats Off to (Roy) Harper”, utwór zadedykowany dla wpływowego rówieśnika zespołu i przyjaciela, Roya Harpera, uhonorowując jego pracę i ugruntowując korzenie Led Zeppelin w muzyce akustycznej.

## Lista utworów
| 1.  | „Immigrant Song” – (Page, Plant)                    | 2:25  |
|     |                                                     |       |
| 2.  | „Friends” – (Page, Plant)                           | 3:54  |
|     |                                                     |       |
| 3.  | „Celebration Day” – (Jones, Page, Plant)            | 3:29  |
|     |                                                     |       |
| 4.  | „Since I’ve Been Loving You” – (Jones, Page, Plant) | 7:23  |
|     |                                                     |       |
| 5.  | „Out on the Tiles” – (Bonham, Page, Plant)          | 4:06  |
|     |                                                     |       |
| 6.  | „Gallows Pole” – (Traditional)                      | 4:56  |
|     |                                                     |       |
| 7.  | „Tangerine” – (Page)                                | 3:10  |
|     |                                                     |       |
| 8.  | „That’s the Way” – (Page, Plant)                    | 5:37  |
|     |                                                     |       |
| 9.  | „Bron-Y-Aur Stomp” – (Jones, Page, Plant)           | 4:16  |
|     |                                                     |       |
| 10. | „Hats off to (Roy) Harper” – (Traditional)          | 3:42  |
|     |                                                     |       |
|     |                                                     | 42:58 |
|     |                                                     |       |

## Twórcy

### Muzycy
- Jimmy Page – gitara elektryczna, gitara akustyczna, gitara stalowa, wokal wspierający, producent
- Robert Plant – śpiew, harmonijka ustna
- John Paul Jones – gitara basowa, organy, mandolina, wokal wspierający
- John Bonham – perkusja, wokal wspierający

### Personel techniczny
- Peter Grant – producent wykonawczy
- Andy Johns – inżynier dźwięku, miksowanie
- Eddie Kramer – miksowanie (utwór 6)
- Zacron – projekt graficzny